# Цюрих
Цю́рих (нем. Zürich [ˈtsyːrɪç]; швейц. Züri [tsy:ri], фр. Zurich, итал. Zurigo) — город на севере Швейцарии. Столица немецкоязычного кантона Цюрих и административный центр одноимённого округа.
С населением в 428 тыс. человек (по состоянию на конец 2018 года) Цюрих является крупнейшим городом страны. В пределах агломерации проживает более 1,3 млн человек.
Расположен на берегу Цюрихского озера у истока реки Лиммат, в долине между горами Утлиберг и Цюрихберг.
Цюрих входит в категорию глобальных городов и является крупнейшим финансовым центром Швейцарии, в котором находятся штаб-квартиры многих страховых компаний и банков, в том числе UBS, швейцарской фондовой биржи и одна из штаб-квартир центрального банка Швейцарии. Крупный научный центр: университет и высшая техническая школа. В 2019 году Цюрих занимал второе место в мире по качеству жизни и четвёртое место в списке самых дорогих городов мира.
Над историческим центром возвышаются романо-готические соборы Гросмюнстер, Фраумюнстер и церковь святого Петра. На берегу Лиммата расположена городская ратуша, построенная в 1694—1698 гг.
Как город впервые упоминается в 929 году. В XIII—XVII веках был имперским городом. В 1351 году вступил в Швейцарский союз. В XVI веке стал центром Реформации во главе с Цвингли. Во 2-й половине XIX века превратился в финансовый центр страны.

## История

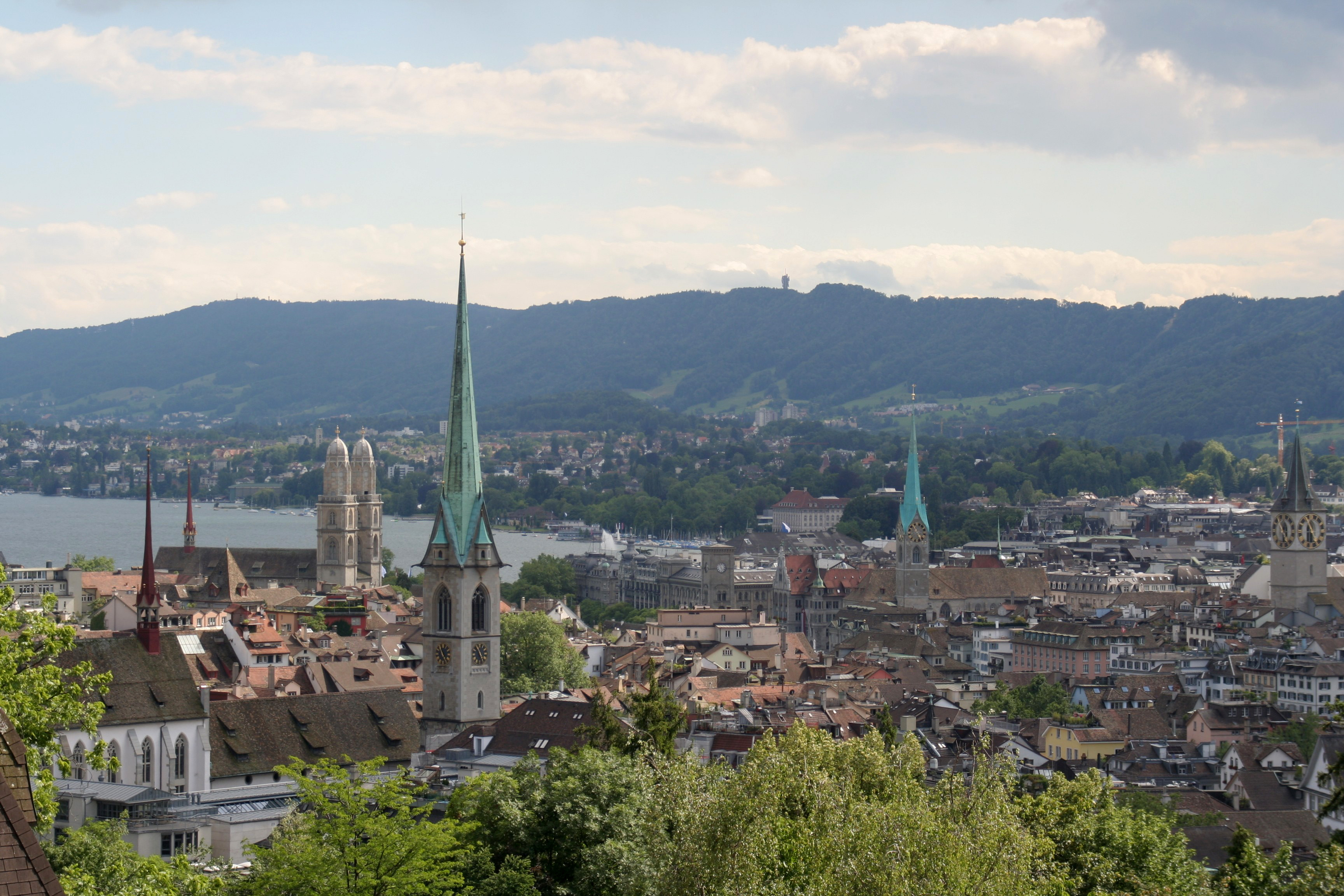
Четыре кирхи Цюриха

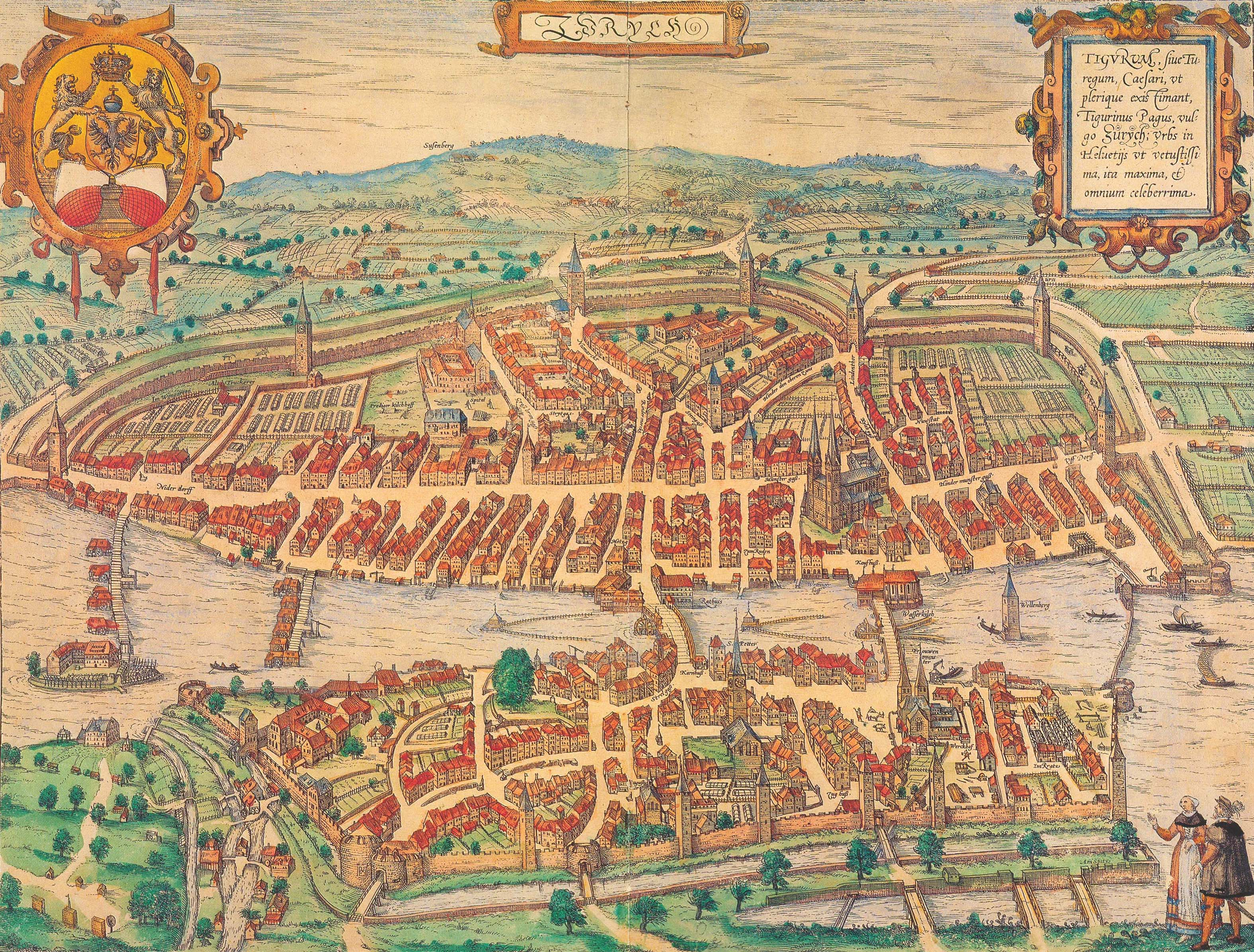
План Цюриха, 1581 год

В древности на месте Цюриха существовало кельтско-германское поселение, после прихода римлян в I веке до н. э. получившее римское название Турикум (лат. Turicum). В эпоху Римской империи Турикум использовался римлянами как таможенный пост на границе между Рецией и Белгикой. Людовик II Немецкий, правитель Восточно-Франкского королевства, построил на месте Турикума замок (in castro Turicino iuxta fluvium Lindemaci), а в 853 году основал в окрестных землях аббатство Фраумюнстер для своей дочери Хильдегарды. В середине XI века император Священной Римской империи Генрих III расширил права местного аббатства (в том числе разрешил чеканить собственную монету), фактически сделав аббатису главой города.
В 1218 году Цюрих получил статус имперского города и стал подчиняться не феодалу, а непосредственно императору. В 1230-х годах была построена городская стена. В 1234 году Фридрих II Гогенштауфен пожаловал аббатисе Фраумюнстера титул герцогини и свободный имперский статус, она же назначала и городского бургомистра. Однако влияние аббатства постепенно падало, и в 1336 году первым бургомистром, не назначенным аббатисой, стал лидер объединения цюрихских цехов Рудольф Брун. В 1351 году Цюрих стал пятым членом Швейцарского союза. Из-за (проигранной) войны с семью другими членами союза за территорию Тоггенбурга в 1440 году Цюрих был исключён из конфедерации, но спустя десять лет восстановил членство.
Цюрих стал одним из первых центров Реформации. Основоположник Реформации в Швейцарии, настоятель Кафедрального собора Цюриха Ульрих Цвингли начал свою деятельность одновременно с Лютером. В Цюрихе Реформация победила, после чего Цвингли попытался распространить её на всю территорию конфедерации, однако был убит в 1531 году в битве при Каппеле.
На протяжении XVI—XVIII веков Цюрих сохранял своё богатство и влияние. С 1648 года он сменил статус имперского города на статус республики. Во время Революционных войн конца XVIII века на территории Швейцарии была создана подконтрольная Франции Гельветическая республика, а при Цюрихе французские войска под командованием Массена провели два сражения, которые в итоге привели к поражению русской армии, затем покинувшей территорию Швейцарии.
После путча 1839 года в городе были срыты почти все укрепления. В 1847 году первая железная дорога Швейцарии соединила Цюрих и Баден.
4 марта 1945 года Цюрих по ошибке подвергся бомбардировке американских ВВС. Было сброшено около 12,5 т бомб и около 12 т зажигательных бомб.

## Топоним
Первое упоминание названия города в похожей на современную форме датируется концом II века — надпись STA(tio) TURICEN(sis) («таможенный пост Турикум»), высеченная на найденном могильном камне. Ни этимологию данного названия (вероятнее всего ретского или кельтского происхождения), ни значение невозможно достоверно определить. Один из вариантов — это образование от Turīcon, происходящее от галльского имени Tūros.
Первые знаки изменения названия в сторону его современной германской формы появляются в VI веке в форме Ziurichi. Начиная с X века имя приобретает его современную форму Zürich (в 963 году — Zürihc). В современном цюрихском диалекте немецкого языка название потеряло окончание ch (произносится как Цюри). Это результат употребления уменьшительной версии полного названия, а не результат его изменения (например формой прилагательного употребляемого в том же диалекте остаётся zürcher, где ch произносится).

## Физико-географическая характеристика

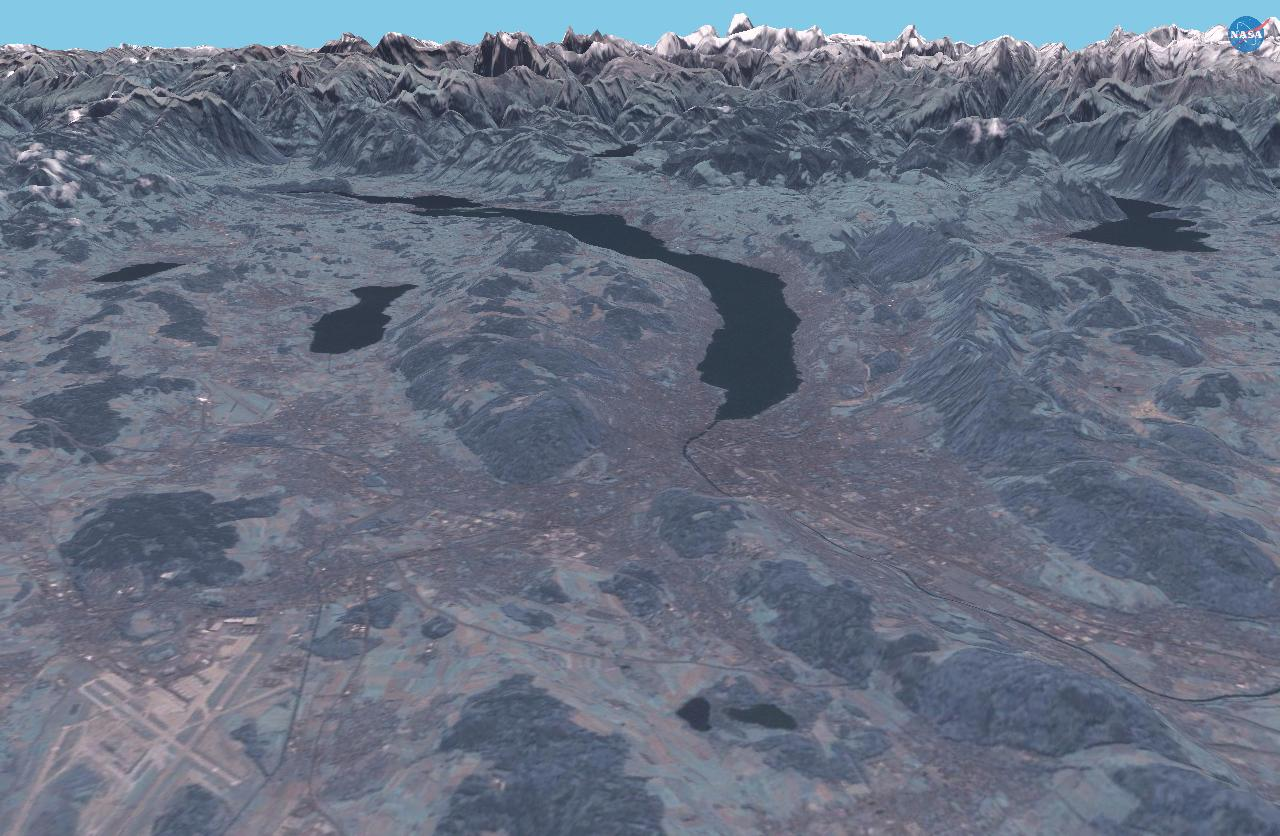
Цюрих, Цюрихское озеро и Альпы

Цюрих расположен у истока реки Лиммат у северной оконечности Цюрихского озера, примерно в 30 километрах к северу от Альп. Лиммат пересекает исторический центр Цюриха (Старый город) и затем поворачивает на запад. Цюрих окружён горами, покрытыми лесом, в том числе Цюрихберг (на востоке от города) и Утлиберг, на которой расположена смотровая вышка с видом на город. В историческом центре Цюриха в Лиммат впадает река Зиль. Площадь города составляет 91,88 км², из которых 4,1 км² приходится на акваторию Цюрихского озера. На севере города, на границе с Регенсдорфом, расположено озеро Катцензе.

### Климат
| Показатель                    | Янв.  | Фев.  | Март  | Апр. | Май  | Июнь | Июль | Авг. | Сен. | Окт. | Нояб. | Дек.  | Год   |
| ----------------------------- | ----- | ----- | ----- | ---- | ---- | ---- | ---- | ---- | ---- | ---- | ----- | ----- | ----- |
| Абсолютный максимум, °C       | 16,9  | 19,3  | 23,2  | 31,3 | 32,4 | 36,4 | 37,7 | 36,2 | 32,5 | 28,7 | 23,8  | 17,0  | 37,7  |
| Средний суточный максимум, °C | 3,0   | 4,7   | 9,6   | 13,9 | 18,6 | 21,7 | 24,1 | 23,4 | 18,9 | 13,8 | 7,3   | 3,8   | 13,6  |
| Средняя температура, °C       | 0,4   | 1,4   | 5,3   | 8,9  | 13,3 | 16,4 | 18,6 | 18,1 | 14,2 | 10,0 | 4,5   | 1,5   | 9,4   |
| Средний суточный минимум, °C  | −1,8  | −1,4  | 1,8   | 4,7  | 9,0  | 12,0 | 14,1 | 13,9 | 10,7 | 7,2  | 2,2   | −0,6  | 6,0   |
| Абсолютный минимум, °C        | −20,8 | −24,2 | −14,4 | −6,5 | −2   | 0,9  | 5,3  | 4,0  | −0,3 | −5,5 | −11   | −18,5 | −24,2 |
| Норма осадков, мм             | 63    | 62    | 78    | 80   | 122  | 129  | 125  | 123  | 99   | 85   | 78    | 84    | 1128  |
| Источник: Погода и Климат     |       |       |       |      |      |      |      |      |      |      |       |       |       |

| Показатель                    | Янв. | Фев. | Март | Апр. | Май  | Июнь | Июль | Авг. | Сен. | Окт. | Нояб. | Дек. | Год   |
| ----------------------------- | ---- | ---- | ---- | ---- | ---- | ---- | ---- | ---- | ---- | ---- | ----- | ---- | ----- |
| Средний суточный максимум, °C | 3,8  | 3,8  | 10,6 | 15,0 | 18,5 | 23,1 | 25,0 | 24,6 | 19,8 | 14,2 | 8,4   | 4,8  | 14,3  |
| Средняя температура, °C       | 1,8  | 1,4  | 6,6  | 10,6 | 14,2 | 18,5 | 20,3 | 20,0 | 15,6 | 10,9 | 6,1   | 2,8  | 10,7  |
| Средний суточный минимум, °C  | −0,1 | −1,3 | 2,4  | 6,0  | 9,6  | 13,6 | 15,5 | 15,3 | 11,4 | 7,8  | 3,8   | 0,7  | 7,1   |
| Норма осадков, мм             | 57,0 | 33,9 | 33,7 | 57,6 | 78,7 | 81,1 | 66,6 | 42,2 | 37,9 | 39,5 | 40,5  | 56,7 | 625,4 |
| Источник: weatheronline       |      |      |      |      |      |      |      |      |      |      |       |      |       |

## Население
| 1408     | 1467     | 1529     | 1637     | 1671     | 1682     | 1762     | 1792     | 1812     | 1836     | 1850     | 1860     | 1870     | 1880     | 1888     |
| -------- | -------- | -------- | -------- | -------- | -------- | -------- | -------- | -------- | -------- | -------- | -------- | -------- | -------- | -------- |
| 5675     | ↘4750    | ↗5080    | ↗8621    | ↗9590    | ↗11 110  | ↗11 452  | ↘10 734  | ↘9715    | ↗14 243  | ↗17 040  | ↗19 758  | ↗20 760  | ↗24 453  | ↗27 644  |
| 1894     | 1900     | 1901     | 1902     | 1903     | 1904     | 1905     | 1906     | 1907     | 1908     | 1909     | 1910     | 1911     | 1912     | 1913     |
| ↗121 057 | ↗150 703 | ↘150 301 | ↗153 741 | ↗158 719 | ↗164 060 | ↗168 877 | ↗173 283 | ↗177 899 | ↗180 722 | ↗185 041 | ↗190 092 | ↗195 525 | ↗200 462 | ↗200 632 |
| 1914     | 1915     | 1916     | 1917     | 1918     | 1919     | 1920     | 1921     | 1922     | 1923     | 1924     | 1925     | 1926     | 1927     | 1928     |
| ↘195 867 | ↗199 726 | ↗206 073 | ↗213 193 | ↘211 421 | ↘210 151 | ↘206 299 | ↘201 242 | ↘200 289 | ↗204 049 | ↗206 719 | ↗209 327 | ↗214 959 | ↗220 613 | ↗230 476 |
| 1929     | 1930     | 1931     | 1932     | 1933     | 1934     | 1935     | 1936     | 1937     | 1938     | 1939     | 1940     | 1941     | 1942     | 1943     |
| ↗240 202 | ↗249 067 | ↗257 478 | ↗260 694 | ↗264 043 | ↗315 864 | ↗317 157 | ↗317 712 | ↗318 926 | ↗326 979 | ↗333 984 | ↗334 026 | ↗336 531 | ↗339 721 | ↗345 819 |
| 1944     | 1945     | 1946     | 1947     | 1948     | 1949     | 1950     | 1951     | 1952     | 1953     | 1954     | 1955     | 1956     | 1957     | 1958     |
| ↗351 679 | ↗357 381 | ↗367 171 | ↗377 087 | ↗383 568 | ↗386 003 | ↗389 573 | ↗396 260 | ↗403 625 | ↗408 544 | ↗413 044 | ↗417 351 | ↗420 489 | ↗426 349 | ↗431 242 |
| 1959     | 1960     | 1961     | 1962     | 1963     | 1964     | 1965     | 1966     | 1967     | 1968     | 1969     | 1970     | 1971     | 1972     | 1973     |
| ↗434 080 | ↗437 273 | ↗439 322 | ↗440 180 | ↘439 090 | ↘437 630 | ↘433 865 | ↘431 533 | ↘430 594 | ↘430 155 | ↘425 117 | ↘417 972 | ↘412 169 | ↘407 647 | ↘401 577 |
| 1974     | 1975     | 1976     | 1977     | 1978     | 1979     | 1980     | 1981     | 1981     | 1982     | 1982     | 1983     | 1983     | 1984     | 1984     |
| ↘396 261 | ↘389 613 | ↘382 999 | ↘379 635 | ↘376 447 | ↘374 221 | ↘370 618 | ↘368 171 | ↘366 040 | ↗366 340 | ↘363 449 | ↗363 652 | ↘356 665 | ↘354 525 | ↗361 493 |
| 1985     | 1985     | 1986     | 1986     | 1987     | 1987     | 1988     | 1988     | 1989     | 1989     | 1990     | 1990     | 1991     | 1991     | 1992     |
| ↘351 545 | ↗359 084 | ↘358 873 | ↘349 549 | ↘346 879 | ↗358 042 | ↘357 360 | ↘345 159 | ↗355 901 | ↘342 861 | ↘341 276 | ↗356 352 | ↗360 875 | ↘343 267 | ↗345 235 |
| 1992     | 1993     | 1993     | 1994     | 1994     | 1995     | 1995     | 1996     | 1996     | 1997     | 1997     | 1998     | 1998     | 1999     | 1999     |
| ↗361 488 | ↘343 045 | ↗360 898 | ↘360 848 | ↘342 872 | ↗343 869 | ↗360 826 | ↘341 250 | ↗359 648 | ↘358 594 | ↘338 594 | ↘336 821 | ↗359 073 | ↘336 822 | ↗360 704 |
| 2000     | 2000     | 2001     | 2001     | 2002     | 2002     | 2003     | 2003     | 2004     | 2004     | 2005     | 2005     | 2006     | 2006     | 2007     |
| ↘337 900 | ↗360 980 | ↘340 197 | ↗362 042 | ↘342 116 | ↗364 558 | ↘364 528 | ↘342 853 | ↗345 236 | ↗364 977 | ↗366 809 | ↘347 517 | ↗350 125 | ↗370 062 | ↗376 815 |
| 2007     | 2008     | 2008     | 2009     | 2009     | 2010     | 2010     | 2011     | 2011     | 2012     | 2012     | 2013     | 2013     | 2014     | 2014     |
| ↘358 540 | ↗365 132 | ↗380 499 | ↘368 677 | ↗382 906 | ↘371 633 | ↗385 468 | ↘376 990 | ↗390 082 | ↘380 777 | ↗394 012 | ↘384 786 | ↗398 575 | ↘391 359 | ↗404 783 |
| 2015     | 2015     | 2016     | 2016     | 2017     | 2017     | 2018     | 2018     | 2019     | 2019     | 2020     | 2020     | 2021     | 2021     | 2022     |
| ↘396 955 | ↗410 404 | ↘402 762 | ↗415 682 | ↘409 241 | ↗423 310 | ↘415 367 | ↗428 737 | ↗434 008 | ↘420 217 | ↗421 878 | ↗434 736 | ↗436 332 | ↘423 193 | ↗443 037 |
| 2022     | 2023     | 2023     | 2024     |          |          |          |          |          |          |          |          |          |          |          |
| ↘427 721 | ↗447 082 | ↘433 989 | ↗448 664 |          |          |          |          |          |          |          |          |          |          |          |

Цюрих является крупнейшим городом Швейцарии. На 31 марта 2008 года население по официальным данным составляло 378 467 человек, из них 116 444 (около 31 %) — иностранцы. Среди иностранцев больше всего граждан Германии (26 184), Италии (13 720), Сербии и Черногории (10 739). 16 088 жителей — граждане африканских и азиатских государств. Население Цюриха вместе с пригородами (цюрихской агломерации) по результатам переписи 2000 года составляло 1,08 миллиона человек.
По состоянию на 2015 год население составляло уже 397 тыс. человек.
Кантон Цюрих является немецкоязычным, официальным языком является немецкий. По данным на 2000 год, для 77,7 % жителей города немецкий является родным языком, на втором месте итальянский (4,7 %).

## Власть

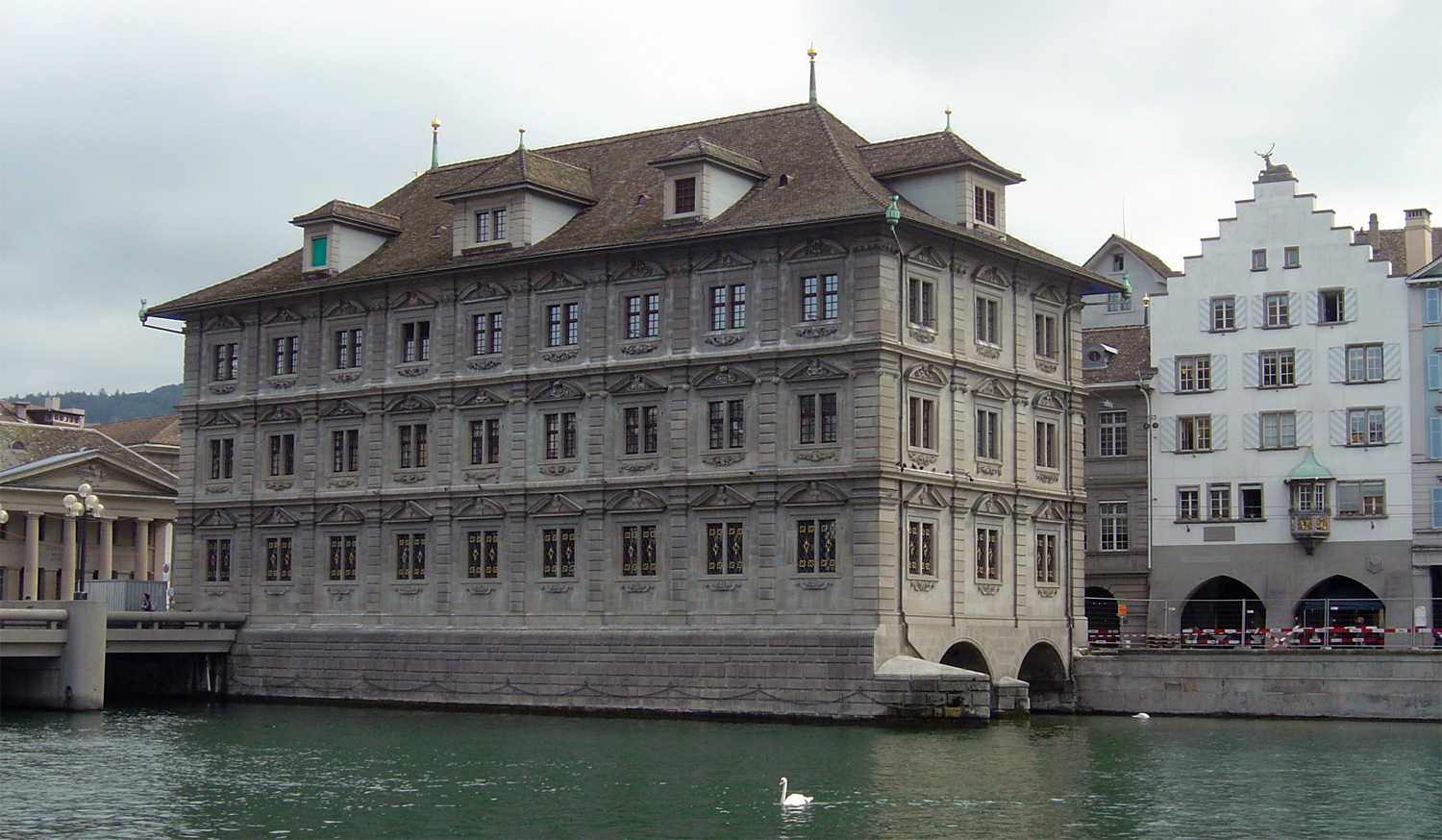
Ратуша Цюриха на берегу Лиммата, в которой сейчас размещается совет общины

Законодательным органом является совет общины (нем. Gemeinderat), в который входит 125 депутатов. Они избираются на прямых выборах каждые четыре года, с 2006 года для распределения мест в совете применяется особый вариант пропорциональной системы, разработанный немецким математиком Фридрихом Пукельсхаймом. Цель системы — не допустить искажения результатов при голосовании в районах, которое могло бы сыграть на руку крупным партиям. При этом партия, претендующая на представительство в совете, должна набрать не менее 5 % голосов как минимум в одном из девяти избирательных округов города.
Исполнительная власть осуществляется советом города (нем. Stadtrat). Он состоит из девяти членов, которые также избираются населением на четыре года. Каждый член совета возглавляет один из городских департаментов. Один из членов занимает пост президента города (мэра). Действующий президент Цюриха Корине Маух была избрана 29 марта 2009 года, победив во втором туре Катрин Мартелли с результатом 58 % голосов. Маух приступила к исполнению обязанностей 1 мая 2009 года. Предыдущий президент Эльмар Ледербергер был избран в 2002 году и переизбран 12 февраля 2006 года.
В Цюрихе расположены и органы управления кантона Цюрих — парламент, правительство и верховный суд кантона.

## Административно-территориальное деление
Административные границы города совпадали с так называемым старым городом вплоть до 1893 года. После этого город расширялся дважды: в 1893 и 1934 годах, когда Цюрих объединялся со множеством окружавших его муниципалитетов, бурный рост которых начался в XIX веке. На сегодняшний день Цюрих разделен на 12 пронумерованных районов (нем. Kreis), которые делятся на 22 городских квартала (нем. Stadtquartiere), соответствующих бывшим муниципалитетам и районами, и имеющих собственные названия и гербы. В статистических целях районы делятся на 34 более мелких статистические округа
(нем. Statistisches Quartier).
- Район 1 — Старый город (Альтштадт), включает в себя старый город по обе стороны от реки Лиммат.
- Район 2, располагается по левую сторону от озера Цюрих и включает в себя кварталы: Энге, Воллисхофен и Лаймбах.
- Район 3 — Видикон, простирается между рекой Зиль и горой Ютлиберг и включает статистические кварталы Альт-Видикон, Зильфельд и Фризенберг.
- Район 4 — Ауссерзиль, располагается между рекой Зиль и железной дорогой, идущей от Центрального вокзала Цюриха.
- Район 5 — Индустриальный квартал (Индустриквартир), располагается между рекой Лиммат и железной дорогой, включает старую индустриальную часть Цюриха.
- Район 6, расположен на границе с горой Цюрихберг, холм, с которого обозревается восточная часть города. Включает кварталы Оберштрасс (нем. Oberstrass) и Унтерштрасс (нем. Unterstrass).
- Район 7, расположен на границе с Адлисбергом (Adlisberg), холм, с которого также обозревается восточная часть города. Включает кварталы Флунтерн, Хоттинген (Hottingen) и Хирсланден (Hirslanden) и Витикон.
- Район 8 — Рисбах (Riesbach), на восточном берегу Цюрихского озера.
- Район 9, располагается между рекой Лиммат на севере и Ютлибергом (Uetliberg) на юге. Включает кварталы Альтштеттен (Altstetten) и Альбисриден (Albisrieden).
- Район 10, расположен на правом берегу реки Лиммат и к югу от Хёнгерберга (Hönggerberg) и Кеферберга (Käferberg). Включает кварталы Хёнг (Höngg) и Випкинген (Wipkingen).
- Район 11, располагается на севере от Хёнгерберга (Hönggerberg) и Кеферберга (Käferberg), между долиной Глатталь (Glattal) и озером Катцензе (Katzensee). Включает кварталы Аффольтерн (Affoltern), Эрликон (Oerlikon) и Зебах (Seebach).
- Район 12 — Швамендинген (Schwamendingen), расположен в долине Глат (Glattal) на север от горы Цюрихберг (Zürichberg).

## Экономика
Цюрих часто называют экономической и финансовой столицей Швейцарии. В Цюрихе расположены штаб-квартиры многих швейцарских банков и страховых компаний (UBS, Credit Suisse, Swiss Re, Zurich Financial Services) и Швейцарская биржа. В Цюрихе расположена одна из двух штаб-квартир Национального банка Швейцарии (вторая — в Берне). Всё это делает Цюрих одним из основных мировых финансовых центров. В городе расположена штаб-квартира компании Barry Callebaut, одного из лидеров мирового производства шоколада.
В 2011 году Цюрих занял второе место в рейтинге 25 лучших городов мира по версии британского журнала Monocle (на первом месте — Хельсинки, на третьем — Копенгаген). В том же 2011 году в опубликованном международной консалтинговой компанией Mercer рейтинге наиболее безопасных городов мира Цюрих разделил 2—4 места с Берном и Хельсинки (на первом месте — Люксембург).

## Транспорт
Основным средством передвижения в Цюрихе являются трамваи, 13 линий которого сетью опутывают весь город. Кроме этого, работает большое количество автобусных и троллейбусных маршрутов. Полосы для общественного транспорта обычно отделены от полос движения остального транспорта, в результате чего проблем с ним не возникает даже в час пик. Среднее время ожидания — 8—10 минут. Транспорт ходит точно по расписанию. Существует разное расписание движения для будней, субботних дней и воскресений с праздниками. После полуночи обычные рейсы заменяют ночными автобусами, билеты на которые надо покупать отдельно.
В Цюрихе также используется водный транспорт, фуникулёры (например, Полибан) и даже есть канатная дорога между Адлисвилем (Adliswil) и Фельзенегом (Felsenegg).
Наиболее популярным видом личного транспорта является велосипед. Для велосипедистов обычно выделены специальные дорожки, имеется огромное множество бесплатных велосипедных стоянок. Парковка автомобилей в черте города в большинстве случаев платная, а из-за пробок в часы пик общественный транспорт становится более быстрым методом передвижения, чем личный автомобиль.

### Железнодорожный

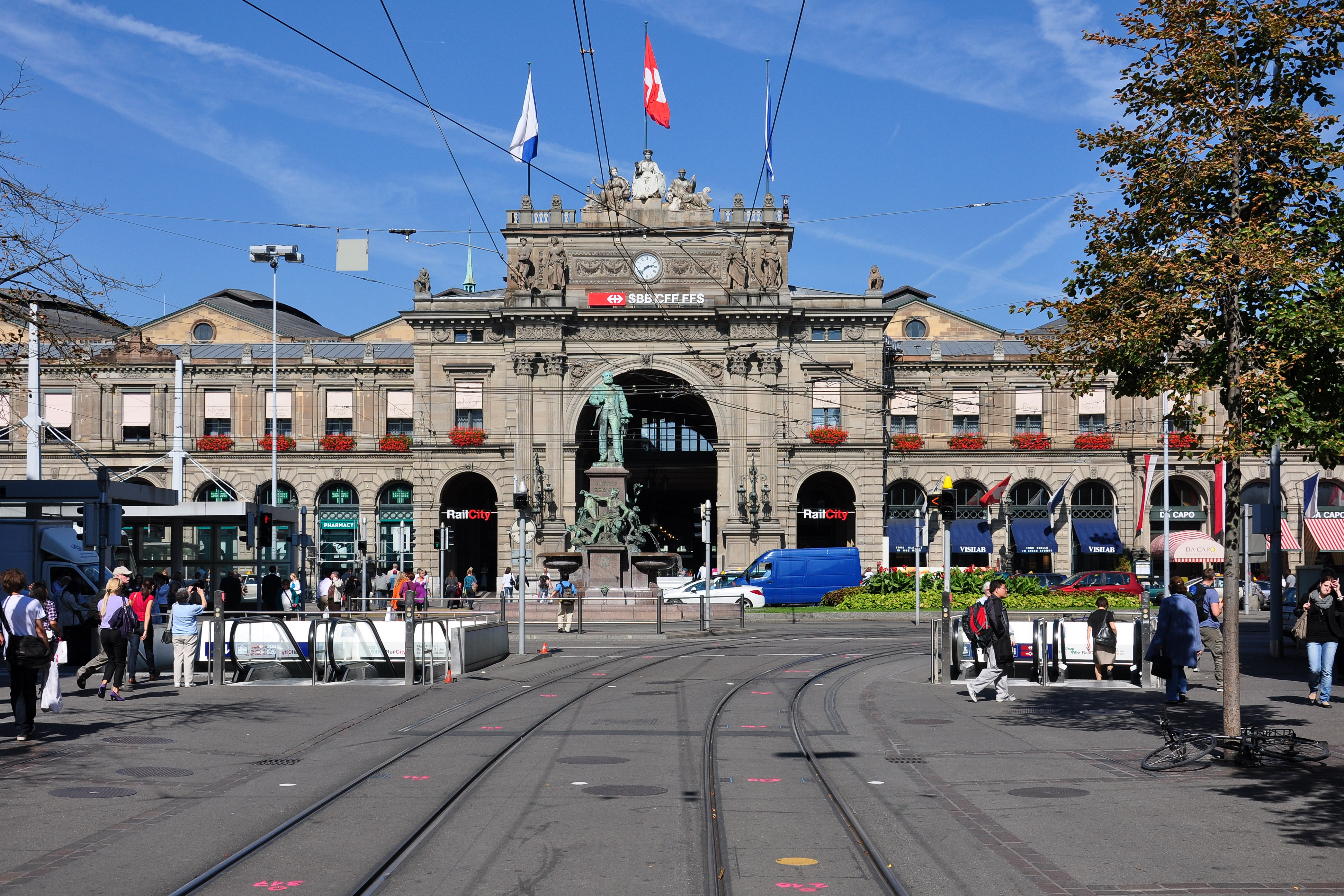
Центральный вокзал Цюриха

Центральный вокзал Цюриха (Hauptbahnhof Zürich) — это ключевой железнодорожный узел Швейцарии. Он вмещает 16 платформ для поездов дальнего следования и 10 платформ для скоростных городских поездов. Через центральный вокзал проходят скоростные международные поезда EuroCity, Cisalpino, TGV, Intercity-Express и CityNightLine. В день с вокзала отходит около 870 составов. Проектируется метрополитен.
В самом Цюрихе есть сеть скоростных городских поездов типа S-Bahn, которая кроме собственно города охватывает территорию кантона Цюрих и части кантона Аргау. Кроме Центрального вокзала есть несколько железнодорожных станций в районах города: Эрликон, Штадельхофен, Хардбрюке, Тифенбруннен, Энге, Видикон, Альтштеттен, Випкинген.

### Автомобильный
Цюрих расположен на пересечении нескольких крупных автомагистралей: трасса А1 проходит через город и идёт на запад к Берну и Женеве, а на восток до Санкт-Галлена, трасса А3 соединяет Базель на севере и Зарганс на юго-востоке, проходя вдоль Цюрихского озера и озера Вален, трасса А4 соединяет Винтертур с Люцерном. Слияние нескольких транспортных потоков регулярно приводит к образованию дорожных заторов. В 1985 году к северу от города был введён в эксплуатацию объездной путь, однако он не справляется с транспортными проблемами. В мае 2009 года открыт туннель под горой Утлиберг, в 2012 году расширен туннель около горы Губрист (на западе). Существует масштабный проект создания подземного туннеля в черте города, который бы связал все три автомагистрали.

### Воздушный

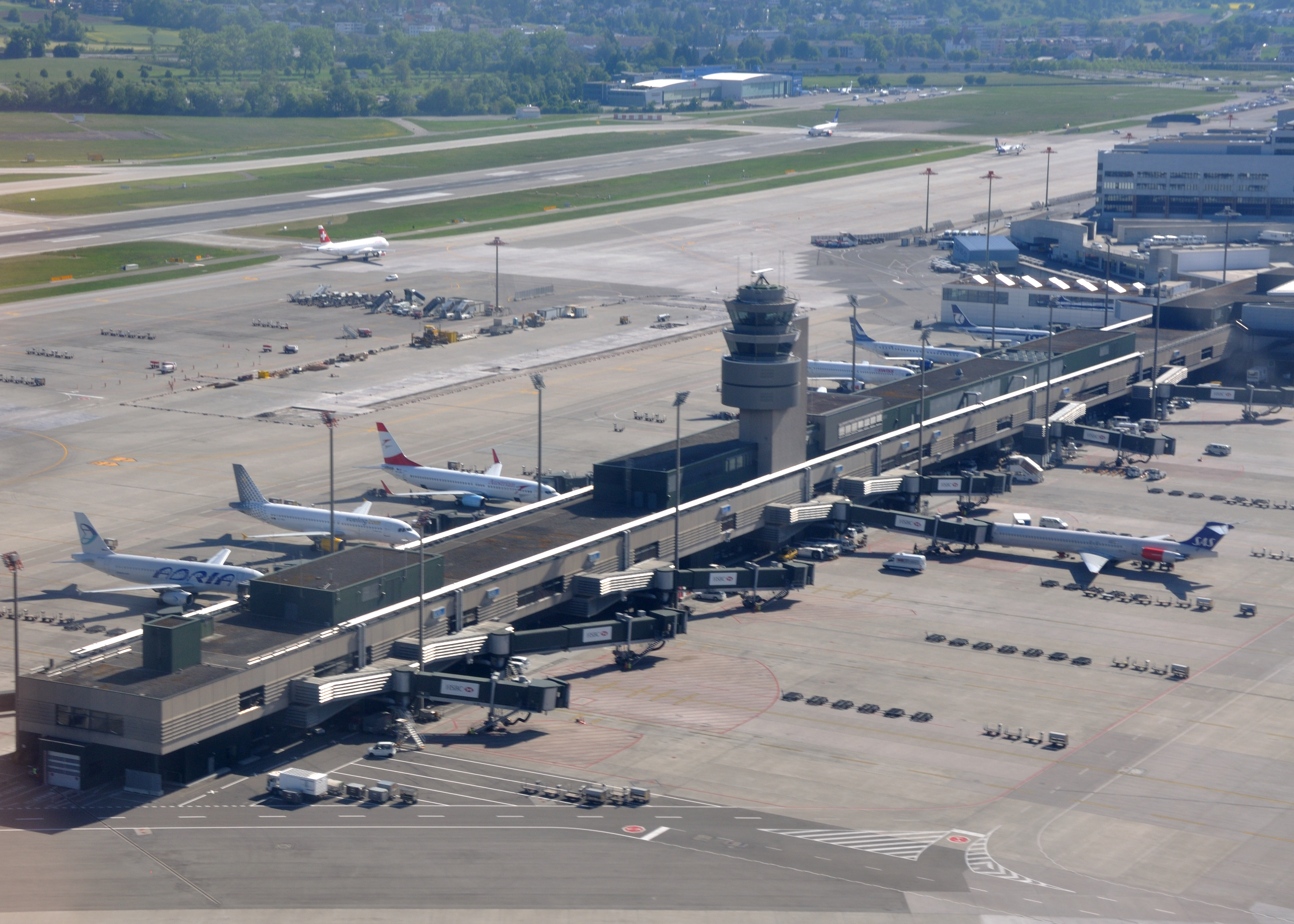
Аэропорт Цюриха

Международный аэропорт Цюриха расположен в городе Клотен, примерно в 10 км на северо-востоке от Цюриха. Это крупнейший аэропорт Швейцарии; в 2007 году Цюрихский аэропорт занимал 10-е место в Европе и 18-е в мире по объёму пассажиропотока (около 20 000 000 пассажиров за год). Он является основным узловым аэропортом авиакомпаний Swiss International Air Lines и Lufthansa и домашним аэропортом швейцарских авиакомпаний Belair, Edelweiss Air и Helvetic Airways. Аэропорт соединён скоростными поездами с Центральным вокзалом Цюриха и автобусами с районом Эрликон на севере города.
Аэропорт также есть в Дюбендорфе, однако он используется только военной авиацией.

## СМИ
Цюрих — место нахождения двух крупных швейцарских медиа-корпораций — Tamedia (компания издаёт немецкоязычные газеты Tages-Anzeiger и 20 Minuten, владеет местным телеканалом TeleZüri) и Ringier (издаёт популярную ежедневную газету Blick). Tages-Anzeiger, Blick, выходящая с 1780 года Neue Zürcher Zeitung и бесплатно распространяемая 20 Minuten — это наиболее популярные ежедневные газеты Швейцарии.
В Цюрихе расположена штаб-квартира Schweizer Fernsehen, немецкоязычного подразделения телевизионной корпорации SRG SSR idée suisse, которому принадлежит несколько телеканалов. Также в городе есть местный канал TeleZüri и оборудование для вещания нескольких частных телеканалов (Star TV, U1 TV и 3 Plus TV). В Цюрихе много радиостанций, причём часть из них вещает только в определённое время года (CSD Radio — в мае и июне, Radio Streetparade — в июле и августе, rundfunk.fm — в августе и сентябре).

## Образование и наука

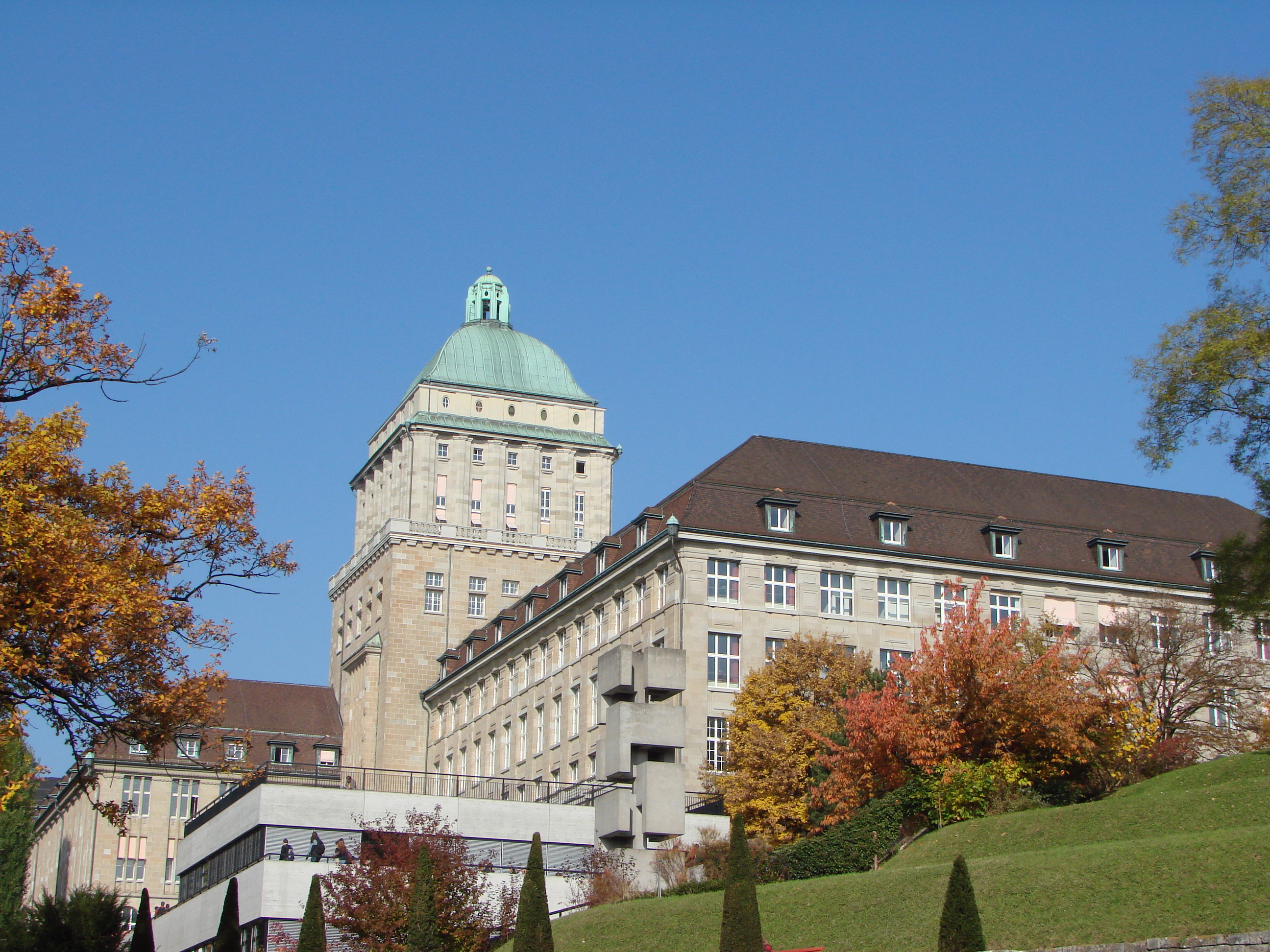
Главное здание Цюрихского университета

В настоящее время в Швейцарии функционируют двенадцать традиционных университетов, два из которых расположены в Цюрихе. Цюрихский университет был основан в 1833 году путём объединения трёх существовавших на тот момент колледжей с вновь образованным факультетом философии. Университет находится в подчинении кантона Цюрих. В 2008 году в нём училось больше 24 000 студентов — гораздо больше, чем в любом другом университете страны. Федеральная высшая техническая школа (сокращённо ETH, прежнее название — Федеральный политехнический институт) считается лучшим университетом Швейцарии и одним из лучших университетов Европы в области естественных наук и информатики. Швейцарская высшая техническая школа была основана конфедерацией и до сих пор находится в федеральном подчинении. Среди выпускников и профессоров обоих университетов много лауреатов Нобелевской премии, в том числе Альберт Эйнштейн и Вильгельм Конрад Рёнтген. Главные корпуса обоих учреждений находятся в старой части города, Районе 1, поэтому один из кварталов получил название Hochschulen (с нем. — «высшие учебные заведения»). В Цюрихе расположен Институт К.Г. Юнга, созданный при его личной поддержке в 1948 году как первое в мире учебное и исследовательское заведение в области аналитической психологии и психотерапии. Юнг сотрудничал с институтом вплоть до своей смерти в 1961 году. Институт ведет широкую международную деятельность, в том числе, открывает филиалы в других странах.
В городе также работает Центральная библиотека, которая одновременно является городской библиотекой, библиотекой кантона и библиотекой университета.

## Спорт

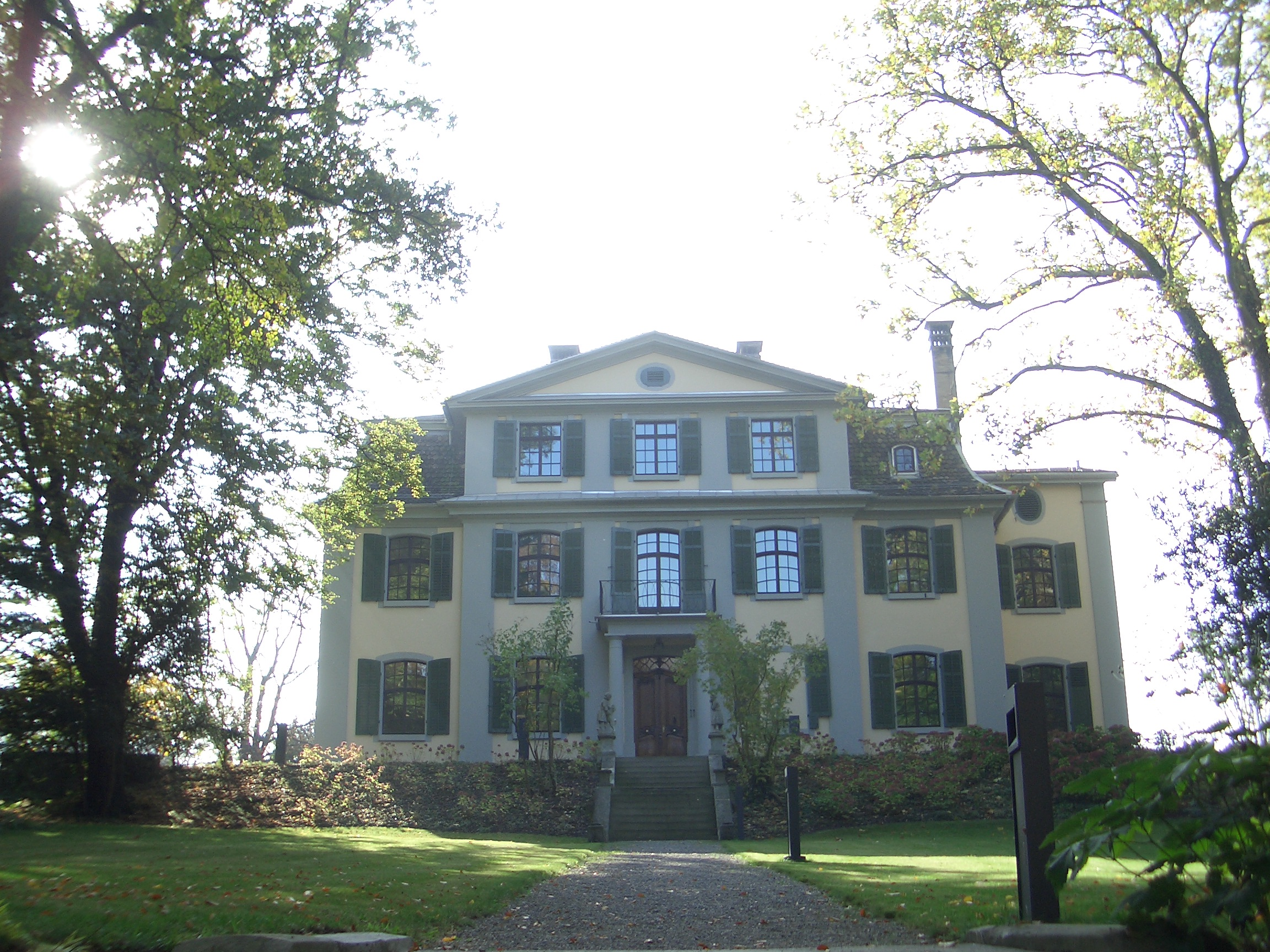
Штаб-квартира ИИХФ

В Цюрихе расположены штаб-квартиры Международной федерации футбольных ассоциаций (ФИФА) и Международной федерации хоккея с шайбой (ИИХФ).
В Цюрихе базируются футбольные клубы «Цюрих» и «Грассхоппер», выигрывавшие чемпионат Швейцарии 11 и 27 раз соответственно. Родным стадионом для обоих клубов является Летцигрунд, вмещающий около 30 000 человек. На стадионе были сыграны три матча группового этапа Евро 2008.
Хоккейный клуб «ЗСК Лионс» образовался в 1997 году в результате слияния двух существовавших в городе хоккейных клубов (ЗСК и хоккейной команды на базе «Грассхоппер»). ЗСК победил в розыгрыше Швейцарской национальной лиги 2008 года и первом розыгрыше хоккейной Лиги чемпионов. Многофункциональный стадион «Халленштадион», домашняя арена ЗСК, был местом проведения крупнейших соревнований по различным видам спорта, в том числе чемпионата мира по хоккею 1998 года и чемпионата Европы по гандболу 2006 года. Халленштадион часто используется как место проведедения концертов. В 2014 году здесь прошёл чемпионат Европы по лёгкой атлетике.
Ежегодно в августе в Цюрихе проходит этап Золотой лиги ИААФ по лёгкой атлетике, а в октябре — женский теннисный турнир «Цюрих Оупен».

## Достопримечательности

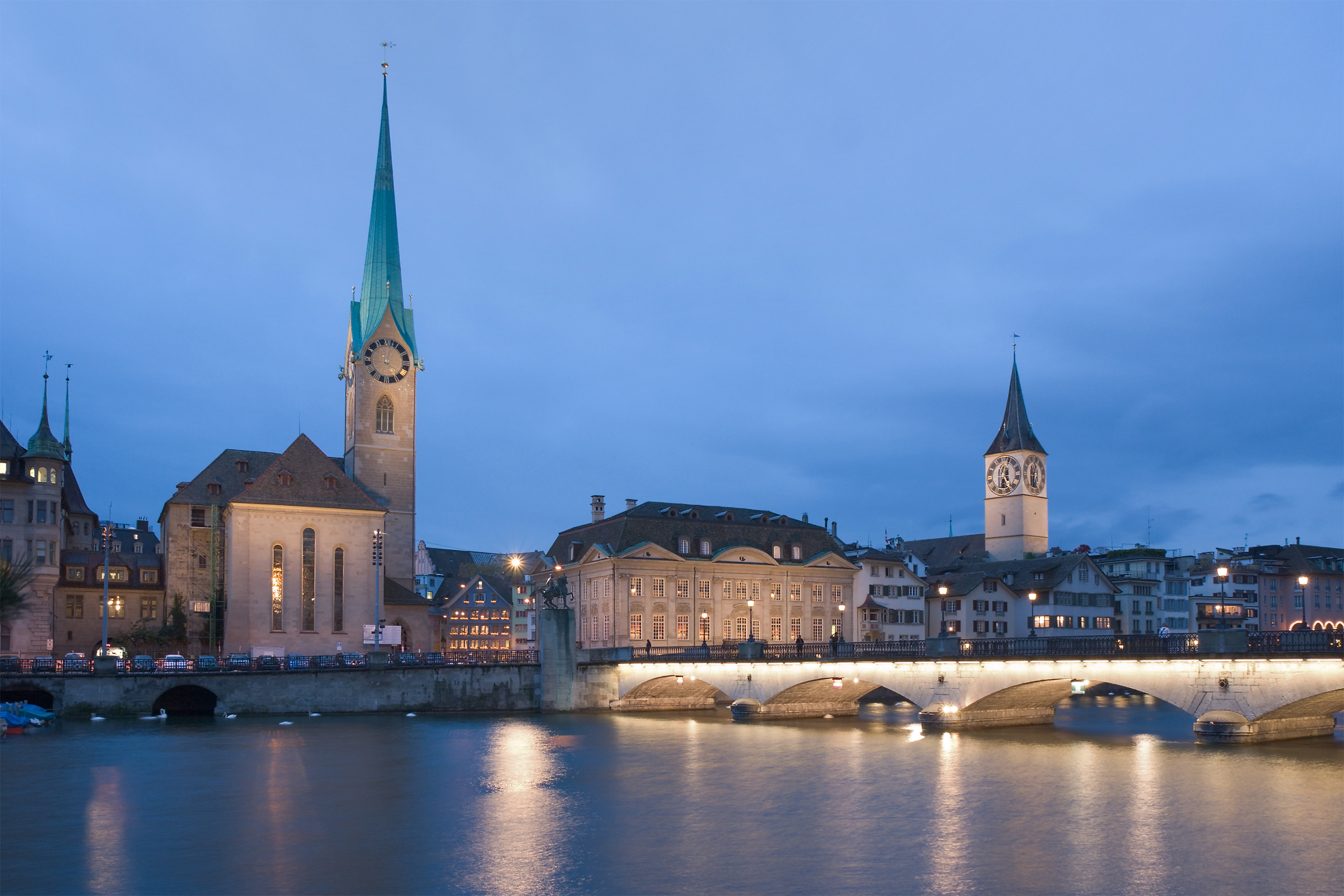
Шпиль Фраумюнстера

- Гросмюнстер — крупнейший собор в Цюрихе.
- Фраумюнстер — женское аббатство, знаменитое витражами Марка Шагала.
- Церковь Святого Петра — старейшая церковь Цюриха с самыми большими часами в Европе.
- Либфрауэнкирхе — католическая церковь в неороманском стиле
- Линденхоф — Липовый двор — площадь на горе с панорамным видом на город, бывшая некогда таможенным пунктом, основанным римлянами.
- Дом гильдии ремесленников.
- Оперный театр.
- Ратуша.

Продажа жареных каштанов на улице Цюриха

- Продажа жареных каштанов на улице ЦюрихаСмотровая площадка главного здания ЕТН.
- Кунстхаус.
- Утлиберг — гора вблизи Цюриха со смотровой вышкой. Прекрасный вид на город с окрестностями и озеро.
- Цюрихский зоопарк.
- Мечеть Махмуда в Цюрихе — первая мечеть, построенная в Швейцарии.
- Кладбище Флунтерн — кладбище, где похоронены многие знаменитости.
- Банхофштрассе — центральная торговая улица.

### Музеи
- Швейцарский национальный музей (Landesmuseum).
- Музей динозавров (Sauriermuseum).
- Музей игрушек (Spielzeug-Museum (Pegasus Small World).
- Музей виноградоводства (Weinbaumuseum am Zürichsee).
- Промышленный музей (Industrieensemble Neuthal).
- Музей прялок (Museumsspinnerei Neuthal).
- Музей Бирменсдорф (Dorfmuseum Birmensdorf).
- Музей зайцев и кроликов (Hasenmuseum).
- Исторический музей (Johannitermuseum).
- Музей Бюлах (Ortsmuseum Bϋlach).
- Музей Дитикон (Ortsmuseum Dietikon).
- Музей трамвая (Tram museum).
- Собрание Фонда Эмиля Бюрле.
- Музей современного искусства Migros[27].

## Известные мероприятия
- Sächsilüüte — парад гильдий.
- Street parade — парад любителей техно-музыки.
- Цюрихский ежегодный кинофестиваль (с 2005 года).

## Известные люди
Известные люди, которые родились или умерли в Цюрихе:
- Иоганн Якоб Мейер, участник Освободительной войны в Греции 1821—1829 гг., редактор газеты осаждённого города Месолонгион, погиб при прорыве осаждённых (Третья осада Месолонгиона).
- Джоанна Спайри (1827—1901), детская писательница, автор рассказа «Хайди», умерла в Цюрихе.
- Аугусто Джакометти (1877—1947), швейцарский художник, умер в Цюрихе.
- Джеймс Джойс (1882—1941), ирландский писатель и поэт, представитель модернизма, умер в Цюрихе.
- Макс Фриш (1911—1991), швейцарский писатель, родился и умер в Цюрихе.
- Мартин Сутер (род. 1948), швейцарский писатель и сценарист, родился и живёт в Цюрихе.
- Матьё Сейлер (род. 1974), швейцарский режиссёр и сценарист, номинант международных кинофестивалей. Родился в Цюрихе.
- Иоганн Генрих Песталоцци (1746—1827), швейцарский педагог, один из крупнейших педагогов-гуманистов конца XVIII — начала XIX века, внёсший значительный вклад в развитие педагогической теории и практики. Родился в Цюрихе.
- Баур, Артур (1915—2010), швейцарский журналист, лингвист, исследователь швейцарского и аллеманского диалектов немецкого языка, ретороманского языка и эсперанто. Родился в Цюрихе.

## Города-побратимы
- Сан-Франциско, США
- Куньмин, Китай